# Nyelvszövetség
A nyelvészetben a nyelvszövetség, nyelvi szövetség, nyelvi unió vagy nyelvi area terminusok olyan nem rokon vagy csak távoli rokon nyelvek csoportját nevezik meg, amelyek szomszédosak, és egyes, főleg szerkezeti vonásaik közösek. Ahhoz, hogy nyelvszövetségről legyen szó, ezek a vonások nem lehetnek sem nyelvi univerzálék, sem rokonságnak köszönhetők, sem véletlenszerűek, hanem olyan egymástól kölcsönzött vonások, amelyek hosszadalmas és intenzív nyelvérintkezés eredményei. A nyelvszövetség kérdéseivel az areális nyelvészet foglalkozik egyéb kérdések mellett.
A nyelvszövetség eszméje Jan Baudouin de Courtenay  (1845–1929) lengyel nyelvész egyes munkáiban jelent meg, majd Nyikolaj Szergejevics Trubeckoj (1890–1938) fejlesztette tovább. Tőle származik a terminus is, előbb oroszul [языковoй союз (jazikovoj szojuz) ’nyelvszövetség’], majd a németre való fordítása Sprachbund alakban. A német terminust egyéb nyelvekben is használják.

## A nyelvszövetség meghatározásának nehézségei
Az egyik nehézség megkülönböztetni egyrészt azon közös vonásokat, amelyek univerzálék, a rokonságnak betudhatók vagy véletlenszerűek, másrészt azokat, amelyek nyelvérintkezés eredményei. Abban az időben, amikor a nyelvészek még nem voltak tudatában annak, hogy nemcsak jövevényszavak vannak, hanem egyéb jövevény nyelvi vonások is, rokonoknak tartottak olyan nyelveket is, amelyek nem azok. Például a thai nyelvet és a kínait egy nyelvcsaládba tartozóknak tekintették olyan közös vonásaik alapján, mint a tónusok rendszere, a flexió hiánya, a sok egy szótagú szó léte stb. Később arra a megállapításra jutottak, hogy a két nyelv különböző családokhoz tartozik (a thai a kam-thai nyelvcsaládhoz, a kínai pedig a sino-tibetihez), és hogy a thai ezeket a vonásokat a kínaiból vette át, és emiatt egy nyelvszövetséghez, a kelet-ázsiaihoz tartoznak, egyéb nyelvekkel együtt.
Nincs egység azt illetően, hogy hány közös vonás szükséges ahhoz, hogy nyelvszövetségről lehessen szó. Egyes nyelvészek kevesebbet, mások többet tartanak szükségesnek. Persze amennyivel több ilyen vonás van, annál kevésbé kifogásolható nyelvek csoportjának nyelvszövetségnek tekintése.
A nyelvszövetségek területi körülhatárolása sem könnyű. Általában az egyes vonások kiterjedése nem egyenlő. Ezek határai izoglosszáknak nevezett vonalak alakjában jelennek meg térképeken, mint a dialektusok esetében. Minél több izoglossza esik egybe, annál pontosabb a körülhatárolás. Egyike a legpontosabban körülhatárolt nyelvszövetségeknek a mezoamerikai indián nyelveké. Ebben öt vonás közös csaknem mindegyik nyelvben, amelyek csaknem egyáltalán nincsenek meg határain kívül, négyük izoglosszája pedig egybeesik.
Vita tárgya azon nyelvek számának a minimuma is, amelyek szövetséget képezhetnek. Egyes nyelvészek szerint ez három, de mások megelégszenek kettővel is.
Különböző vélemények vannak arról is, hogy mennyire terjedhet ki egy nyelvszövetség. Például vannak olyan szerzők, akik egész Európát egy nyelvi areának tekintik, amelyben megkülönböztetnek kisebb areákat, de mások csak több különálló area létét fogadják el, és Európát legfeljebb olyan térségnek tekintik, amelyben szomszédos areák részben fedik egymást. Eifring – Theil 2005 megkülönböztet mikroareákat, makroareákat és ezek között elhelyezkedő nagyságú nyelvi areákat. Makroarea lenne például a Szaharától délre fekvő Afrika egésze, ennél kisebb Közép-Afrika, és az ilyen areák mikroareákra oszlanak.
Ezeket a nehézségeket jól illusztrálja az, hogy bizonyos nyelvcsoportokat egyes szerzők szövetségeknek tartanak, de mások nem. Például Décsy Gyula szerint van egy, a magyar, a cseh, a szlovák, a BHMSz a szlovén és a német nyelv alkotta nyelvszövetség, de többek között Fejes László nézetében nincs ilyen, mivel a balkáni nyelvszövetséggel ellentétben, bár sok vonás köti össze a előbbi nyelveket, nincs olyan jelenség, amely összekötné, de más nyelvektől elválasztaná őket.

## A nyelvszövetségek kialakulásának tényezői
Az első tényező földrajztudományi, azaz a nyelvek szomszédsága. Nyelvi tényező egy közös szubsztrátum esetleges megléte, amelyből az érintett nyelvek ugyanazokat a nyelvi elemeket vették át. Példa lenne erre a balkáni nyelvi unió, amelynek egyes nyelvészek szerint van egy trák-illír szubsztrátuma.
Egyéb tényezők nyelven kívüliek, mégpedig bizonyos történelmi, társadalmi, gazdasági, politikai és civilizációs körülmények. A Balkánon ilyenek voltak többek között a transzhumáló pásztorkodás és az Oszmán Birodalom uralma, Délkelet-Ázsiában pedig a kínai civilizáció kiterjedése szomszédos országokra.
Ilyen körülmények velejárója az érintett nyelvek beszélői közötti kommunikáció, ami nyelvérintkezéshez, kétnyelvűséghez és többnyelvűséghez vezet. Így keletkezik nyelvek között interferencia, és egyik nyelvből a másikba adsztrátumiaknak nevezett elemek kerülnek, amelyeket a nyelvek jövevényekként illesztenek magukba, és ezek adják a közös vonásaikat.

## A közös nyelvi vonások
Közös vonások a nyelv mindegyik területén vannak: a mondattani, az alaktani, a hangtani, a prozódiai, a szókészleti és a frazeológiai rendszerben, de mennyiségileg nem egyenlően képviseltek. Például a balkáni nyelvszövetségben a legszámosabbak a mondattani vonások. Hozzávetőlegesen húsz közös elemi mondattani szerkezet van, viszont a hangtani elemek a leggyengébben képviseltek. Egyéb nyelvszövetségekben a képviselt területek aránya különböző lehet. Például a dél-ázsiaiban a közös hangtani elemek a legszámosabbak közé tartoznak.
Más szemszögből nézve a nyelv azon területei, amelyekhez a közös vonások tartoznak nem egyformán fontosak annak eldöntésében, hogy egy nyelvcsoport nyelvszövetség-e vagy sem. Mérvadók a nyelvtani vonások, mivel terjedésük összetett folyamat, amelyhez legalább egy magot képező két- vagy többnyelvű közösség szükséges. Bár a közös szókincs a leginkább látható megnyilvánulása a nyelvközi hatásoknak, fontossága kisebb, mivel a szavak két- vagy többnyelvűség segítsége nélkül is vándorolnak. Általában az érintett nyelveknek van egy közös műveltségi szókincsük, de nem osztják meg az alapszókincsüket. Például mindegyik balkáni nyelvben voltak török jövevényszavak, amelyek egy része fenn is maradt, mivel ez volt az államigazgatás és általában a városi élet nyelve.

## Nyelvszövetségi példák

### A balkáni nyelvi unió
Ez a legismertebb nyelvszövetség, amelyet a legrégebben kezdtek kutatni. Hozzátartoznak az albán nyelv, a BHMSz, a bolgár, a macedón, a román, az aromán és a meglenoromán, amelyekhez egyes nyelvészek hozzáadják a törököt, valamint a cigány nyelv és a ladino balkáni dialektusait. Egy sor közös vonásaik vannak, bár ezek többsége nincs meg mindegyikben. A legfontosabbak a alábbiak:
- az /ə/ (közepes, középen képzett, ajakkerekítés nélküli magánhangzó) nemcsak hangsúlytalan helyzetben, hanem hangsúlyosban is;
- a birtokos és a részes eset azonos alakja;
- határozott végartikulus;
- a jövő idő analitikus alakja;
- a befejezett múlt idő analitikus alakja;
- a főnévi igenév használatának jelentős visszaszorulása;
- a tárgy és a részeshatározó klitikus személyes névmással való megkettőzése.

### Egyéb nyelvszövetségi példák
A baltikumi nyelvszövetséghez egyes szerzők szerint csak néhány nyelv tartozik: balti-finn nyelvek (észt, lív), indoeurópai nyelvek, köztük balti nyelvek (a lett, a litván) és a balti német. Ezzel szemben olyan nézet is van, amely szerint ennél sokkal több nyelv tartozik bele: finn-volgai nyelvek (a tíz számi nyelv, a finn, a karjalai, az észt, a lív, a vót, a vepsze stb.); indoeurópai nyelvek, melyek között balti nyelvek (az óporosz, a lett, a litván), germán nyelvek (a felnémet, az alnémet, a balti német, a nyugati német, a nyugati jiddis, a dán, a svéd, a norvég), szláv nyelvek (az orosz, a belarusz, az ukrán, a kasub), egy indoárja nyelv (a térségbeli cigány dialektusok) és egy török nyelv (a Litvániában, Lengyelországban és Ukrajnában élő krími karaiták nyelve).
Dél-Ázsiában (az Indiai szubkontinensen) az indoárja, a dravida, a munda  és a tibeti-burmai nyelvcsaládokhoz tartozó nyelveket csoportosítanak nyelvszövetségbe.
Mezoamerikában tíz indián nyelvcsalád és elszigetelt nyelv képez nyelvszövetséget.
Észak-Amerika észak-nyugati partján tizenhárom indián nyelv csoportosul nyelvszövetségbe.
Afrikában egy etiópiainak nevezett nyelvszövetség van, amely a kusita , az etiópiai sémi, az omotikus , a nílus-szaharai nyelvcsaládok nyelveiből és egyéb nyelvekből áll.
A volga-kámai nyelvszövetséghez két finn-permi nyelv (a mari és az udmurt), valamint három török nyelv (a baskír, a tatár és a csuvas) tartozik.

## Egyéb areális jelenségek
Egyes olyan nyelvészek, akik nem foglalkoznak nyelvszövetség típusú nyelvcsoportokkal vagy nem tartanak nyelvszövetségeknek egyes olyan csoportokat, amelyeket mások annak tekintenek, mégis megállapítanak konvergenciajelenségeket szomszédos nem rokon nyelvek között. Ilyenek például a szóhangsúly és a fonémakészlet nagyfokú egybeesése a magyar nyelv és a szlovák esetében.
Egy másik ilyen példa az egyszerű múlt idő egyidejű kihalása a francia és a dél-németországi német beszélt nyelvből.

### Közvetlen források
- (románul) Bidu-Vrănceanu, Angela et al. Dicționar general de științe. Științe ale limbii Archiválva 2023. április 13-i dátummal a Wayback Machine-ben (Tudományok általános szótára. Nyelvtudományok). Bukarest: Editura științifică. 1997. ISBN 973-440229-3 (Hozzáférés: 2020. október 23.)
- (angolul) Bussmann, Hadumod (szerk.). Dictionary of Language and Linguistics Archiválva 2022. január 23-i dátummal a Wayback Machine-ben (Nyelvi és nyelvészeti szótár). London – New York: Routledge. 1998. ISBN 0-203-98005-0 (Hozzáférés: 2020. október 23.)
- (angolul) Campbell, Lyle. Areal linguistics (Areális nyelvészet). In Brown, Keith – Ogilvie, Sarah (szerk.). Concise Encyclopedia of Languages of the World (A világ nyelveinek kis enciklopédiája). Oxford: Elsevier. 2009. ISBN 978-0-08-087774-7. 62–68. o.
- (franciául) Dubois, Jean et al. Dictionnaire de linguistique (Nyelvészeti szótár). Párizs: Larousse-Bordas/VUEF. 2002 (Hozzáférés: 2023. június 12.)
- (angolul) Eifring, Halvor – Theil, Rolf. Linguistics for Students of Asian and African Languages Archiválva 2017. augusztus 29-i dátummal a Wayback Machine-ben (Nyelvészet ázsiai és afrikai nyelveket tanulmányozó hallgatók számára). Oslói Egyetem. 2005 (Hozzáférés: 2020. október 23.)
- Fejes László. Dunamenti nyelvtársaság. In Nyelv és tudomány. 2012. november 5 (Hozzáférés: 2020. október 23.)
- (angolul) Friedman, Victor A. Balkans as a Linguistic Area (A balkáni nyelvi unió). In Brown, Keith – Ogilvie, Sarah (szerk.). Concise Encyclopedia of Languages of the World (A világ nyelveinek kis enciklopédiája). Oxford: Elsevier. 2009. ISBN 978-0-08-087774-7. 119–134. o.
- (oroszul) Jarceva, V. N. (szerk.). Лингвистический энциклопедический словарь (Nyelvészeti enciklopédiai szótár). Moszkva: Szovjetszkaja Enciklopédia. 1990 (Hozzáférés: 2020. október 23.)
- Kálmán László – Trón Viktor. Bevezetés a nyelvtudományba Archiválva 2023. június 5-i dátummal a Wayback Machine-ben. 2., bővített kiadás. Budapest: Tinta. 2007, ISBN 978-963-7094-65-1 (Hozzáférés: 2020. október 23.)
- (angolul) Stolz, Thomas. Europe as a linguistic area (Európa mint nyelvi area). In Brown, Keith – Ogilvie, Sarah (szerk.). Concise Encyclopedia of Languages of the World (A világ nyelveinek kis enciklopédiája). Oxford: Elsevier. 2009. ISBN 978-0-08-087774-7. 388–405. o.

### Közvetett források
- (angolul) Décsy Gyula. The Linguistic Identity of Europe (Európa nyelvi identitása). 2 kötet. Bloomington: Eurolingua. 2000
- (németül) Haarmann, Harald. Grundzüge der Sprachtypologie. Methodik, Empirie und Systematik der Sprachen Europas (A nyelvtipológia alapjai. Európa nyelveinek módszertani, empirikus és rendszeri aspektusai). Stuttgart: Kohlhammer. 1976. ISBN 9783170024861
- (oroszul) Trubeckoj, Nyikolaj. Вавилонская башня и смешение языков (Vavilonszkaja basnya i szmesenyie jazikov) (Bábeltorony és nyelvek keveredése). Евразийский временник (Evrazijszkij vremennyik) (Euroázsiai krónika). 3. kötet. Berlin. 1923. 107–124. o. (Hozzáférés: 2020. október 23.)
- (németül) Trubeckoj, Nyikolaj. Proposition 16. Über den Sprachbund (16. Javaslat. A nyelvszövetségről). Actes du premier congrès international des linguistes à la Haye, du 10-15 avril 1928 (Az első nemzetközi nyelvészkongresszus, Hága, 1928. április 10–15). Leiden: A.W. Sijthoff. 1930. 17–18. o.